# Чеченево (Омская область)
Чеченево — деревня в Тарском районе Омской области России. Входит в состав Ложниковского сельского поселения.

## История
Основана в 1730 году. В 1928 году деревня Чеченева состояла из 49 хозяйств, основное население — русские. В административном отношении находилась в составе Ложниковского сельсовета Знаменского района Тарского округа Сибирского края.

## Население
| 1926 | 2002 | 2010 |
| ---- | ---- | ---- |
| 265  | ↘165 | ↘113 |

## Улицы
- ул. Заречная,
- ул. Набережная,
- ул. Центральная.